# Jaime Laredo
Jaime Laredo (Cochabamba, 7 giugno 1941) è un violinista e direttore d'orchestra boliviano.
Attualmente dirige la Vermont Symphony Orchestra ed insegna alla Jacobs School of Music (Università dell'Indiana).

## Biografia
Jaime Eduardo Laredo y Unzueta iniziò a suonare a cinque anni. Nel 1948 si spostò in Nordamerica, dove studiò con Antonio DeGrass, Frank Houser, Josef Gingold e Ivan Galamian.
Nel marzo 1960 esegue il Concerto per violino e orchestra n. 1 in sol minore op. 26 di Max Bruch. Il suo recital alla Carnegie Hall nell'Ottobre dello stesso anno fu molto apprezzato e fu il trampolino di lancio per la sua carriera. L'anno successivo, suonò alla Royal Albert Hall e in seguito con molte importanti orchestre europee e americane, tra cui Boston Symphony Orchestra, Chicago Symphony Orchestra, New York Philharmonic, Orchestra di Cleveland, Orchestra di Filadelfia e London Symphony Orchestra.
Suona anche la viola, e ha registrato quartetti con Isaac Stern, Yo-Yo Ma, ed Emanuel Ax (Quartetto Stern). Ha collaborato con il pianista Glenn Gould.
Al Teatro alla Scala di Milano nel 1995 suona in concerto con il Quartetto Stern.

## Riconoscimenti
- Queen Elizabeth of Belgium Competition - Primo premio Bruxelles (1959)
- Deutsche Schallplatten Prize
- Gramophone Award
- Diverse nomination agli Emmy Award
- Grammy Award per la miglior performance di musica da camera:
  - Emanuel Ax, Jaime Laredo, Yo-Yo Ma & Isaac Stern per Brahms: Piano Quartets (Op. 25 and 26) (1992) 1988/1990 Sony - Grammy Award for Best Chamber Music Performance